# Ridgeside
Ridgeside és una població dels Estats Units a l'estat de Tennessee. Segons el cens del 2000 tenia 389 habitants.

## Demografia
Segons el cens del 2000, Ridgeside tenia 389 habitants, 156 habitatges, i 112 famílies. La densitat de població era de 883,5 habitants/km².
Dels 156 habitatges en un 30,1% hi vivien nens de menys de 18 anys, en un 63,5% hi vivien parelles casades, en un 7,1% dones solteres, i en un 27,6% no eren unitats familiars. En el 25% dels habitatges hi vivien persones soles el 16,7% de les quals corresponia a persones de 65 anys o més que vivien soles. El nombre mitjà de persones vivint en cada habitatge era de 2,49 i el nombre mitjà de persones que vivien en cada família era de 2,97.
Per edats la població es repartia de la següent manera: un 25,7% tenia menys de 18 anys, un 3,9% entre 18 i 24, un 18,8% entre 25 i 44, un 30,6% de 45 a 60 i un 21,1% 65 anys o més.
L'edat mediana era de 46 anys. Per cada 100 dones de 18 o més anys hi havia 79,5 homes.
La renda mediana per habitatge era de 88.996 $ i la renda mediana per família de 96.602 $. Els homes tenien una renda mediana de 63.750 $ mentre que les dones 45.313 $. La renda per capita de la població era de 35.138 $. Entorn de l'1,8% de les famílies i el 4,6% de la població estaven per davall del llindar de pobresa.

## Poblacions properes
El següent diagrama mostra les poblacions més properes.